# Murmentenkarspitze
De Murmentenkarspitze (soms ook Murmentenkarkopf) is een 2770 m.ü.A. hoge berg in de Ötztaler Alpen in de Oostenrijkse deelstaat Tirol.
De bergtop ligt in de Geigenkam, een subgroep van de Ötztaler Alpen. De Murmentenkarspitze is gelegen in een bergkam die vanaf de Brechkogel (2936 m.ü.A.) naar het noorden loopt. De berg is te beklimmen vanaf de Hinterer Wenner Alpe (1956 m.ü.A.), die het best te bereiken is vanuit Wald (890 m.ü.A., gemeente Arzl im Pitztal) in het Pitztal., De Murmentenkarspitze wordt relatief weinig beklommen.